# Anthony Kyle Irvine
Anthony "Tuppy" Kyle Irvine, né le 8 octobre 1937 à Melbourne, est un naturaliste, botanique australien, spécialiste en foresterie. Il a développé des activités indépendantes avec le Royal Botanic Gardens, de Kew, en rapports avec la famille des  Arecaceae. C'est un expert en écologie du bois tropical dans l'Institut de Recherche CSIRO (Commonwealth Scientific et Industrielle Research Organisation) situé à Atherton, dans le nord du Queensland,.

## Quelques publications
- 2000. “Structural coloration in Delarbrea michieana (Araliaceae).” International J. of Plant Sci. 161 (2): 297-300

- r. Keenan, d. Lamb, o. Woldring, a.k. Irvine, r. Jensen. 1997. Restoration of plant diversity beneath tropical tree plantations in northern Australia. Forest Ecology & Management 99: 117–131

- m.f. Willson, a.k. Irvine, n.g. Walsh. 1989. Vertebrate dispersal syndromes in some Australian and New Zealand plant communities, with geographic comparison. Biotropica 21:133–147

## Honneurs
- 1952-1954 : il reçoit la « Médaille de l'Ordre d'Australie » pour son travail bénévole auprès des groupes régionaux de protection des terres et également pour ses recherches sur la terminologie botanique indigène régionale et les utilisations traditionnelles des plantes de la région [5].